# 니시혼간지

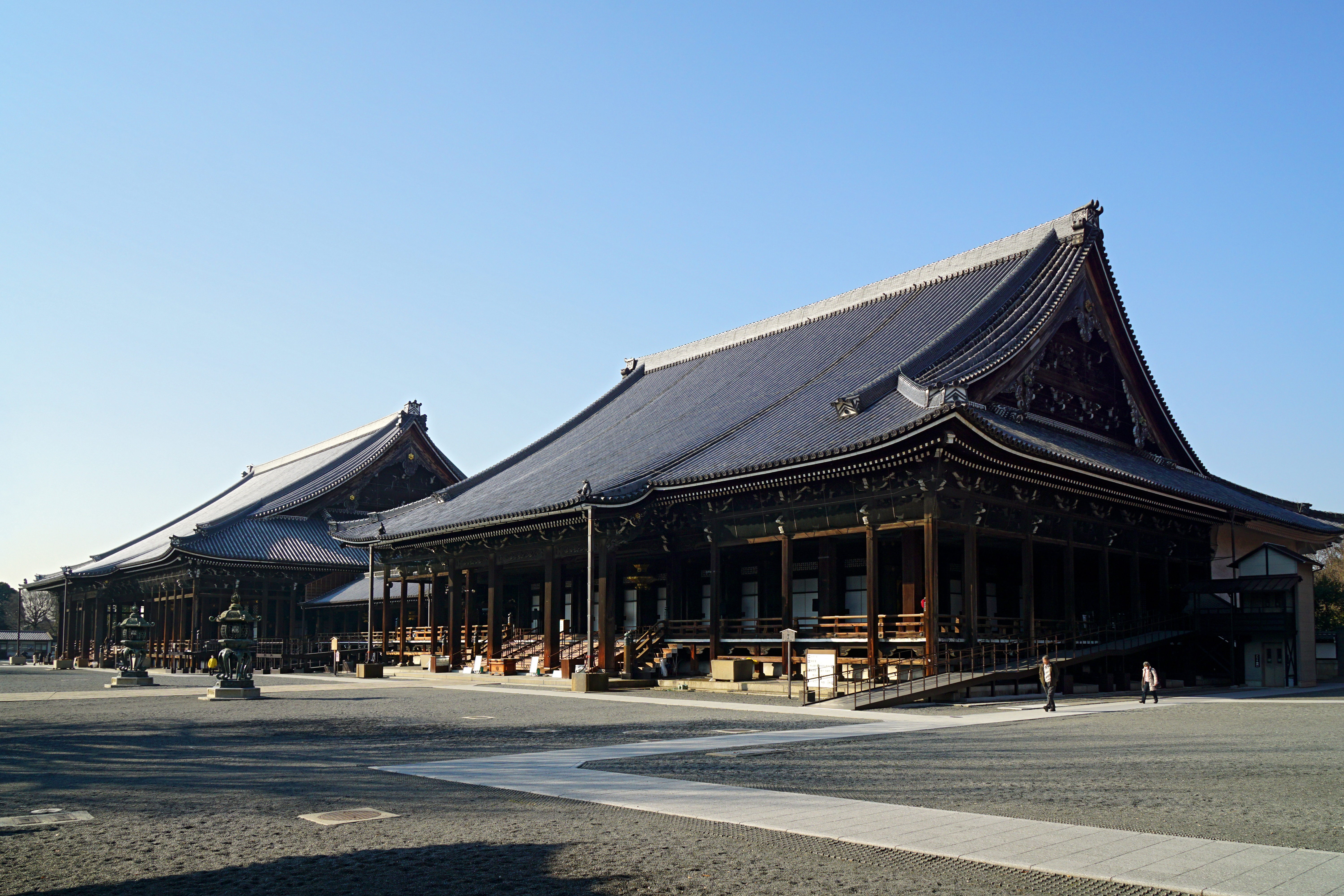
阿弥陀堂、御影堂

니시혼간지(西本願寺)는 교토시에 있는 정토진종 혼간지파의 본산 사원이다. 떨어져 나간 히가시혼간지(동본원사)와 구별하기 위해 니시혼간지(서본원사)라고도 불렀다.

## 역사
원래 혼간지는 1244년 일본불교의 성인으로 추앙받는 신란(親鸞)의 묘소인 대곡본묘(大谷本墓)에서 출발한 것으로 1272년 히가시야마[東山]에 창건되어, 후에 사원으로 발전하여 1321년에 혼간지가 되었다.
렌뇨에 이르러서 교세를 크게 확장하여 호쿠리쿠 지방과 기나이에 확고한 지반을 갖게 되었으며, 센고쿠 시대에는 다이묘에 맞먹는 봉건세력으로 성장하였다.
1580년 4월(덴쇼 8년) 오다 노부나가는 혼간지를 근거지로 4만 명의 농민군과 폭동을 주도하고 있는 겐뇨 일당의 승려와 신도들을 섬멸하라는 명령을 노부모리에게 내려 이들을 학살하였다. 1591년 (덴쇼 19년) 도요토미 히데요시로부터 사원 영지를 기진받고, 지금의 호리카와 로쿠조(堀川六条)로 이전하였다.

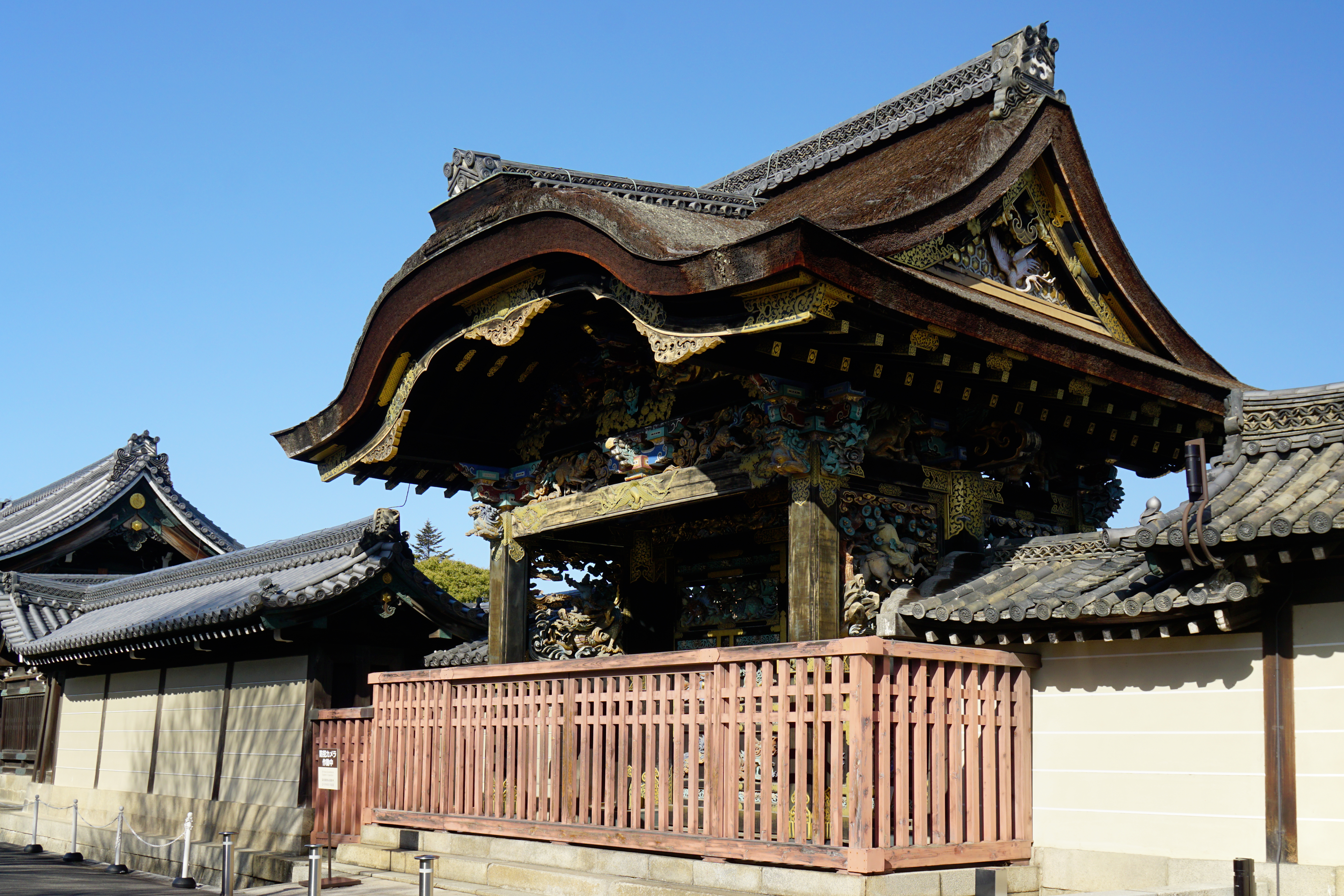
당문(국보)

### 동본원사와 니시혼간지의 분열
1602년 도쿠가와 이에야스가 교뇨에게 혼간지 동쪽의 사찰을 주면서, 혼간지는 동서로 분리된다. 교뇨가 개창한 절은 히가시혼간지가 되었으므로, 원래의 혼간지는 그에 반대되는 니시혼간지로 불리게 되었다. 이처럼 둘로 나뉜 혼간지는 분열되어 세력이 약화되었다. 에도 막부 말기에는 신센구미의 본거지로 쓰이기도 했다. 1873년에 니시혼간지는 혼간지 파, 히가시혼간지는 오타니 파(大谷派)라 칭하며, 현재에 이르고 있다.

## 건축

### 고에이도(御影堂)
고에이도(御影堂)는 1596년 지진과 1617년 화재로 파괴됐다가 1636년에 재건됐다. 2014년에는 일본 국보 건조물로 지정됐다.
고에이도는 단층 건물로 혼가와라부키(本瓦葺)라고 불리는 기와지붕로 덮여져 있으며, 지붕의 기와는 평평한 넓은 오목한 기와와 이음새를 덮는 반원통형 볼록 기와로 구성되어 있다. 이러한 스타일을 일본어로 이리모야(入母屋)라고 한다.

## 볼거리
니시혼간지의 주요한 볼거리로는 비운각(飛雲閣)이 있다. 이것은 금각사, 은각사와 함께 교토 3각이라고 부른다. 아쉽게도 관람은 불가.
- 비운각 - 국보
- 본당（어영당)
- 아미타불당
- 종루

## 주지
- 오타니 고즈이 - 22세의 법주로 오타니 탐험대를 이끌고 서역을 여행하며 유적을 수집하였다.

## 교통
- 지하철 가라스마선 고조역

## 사진

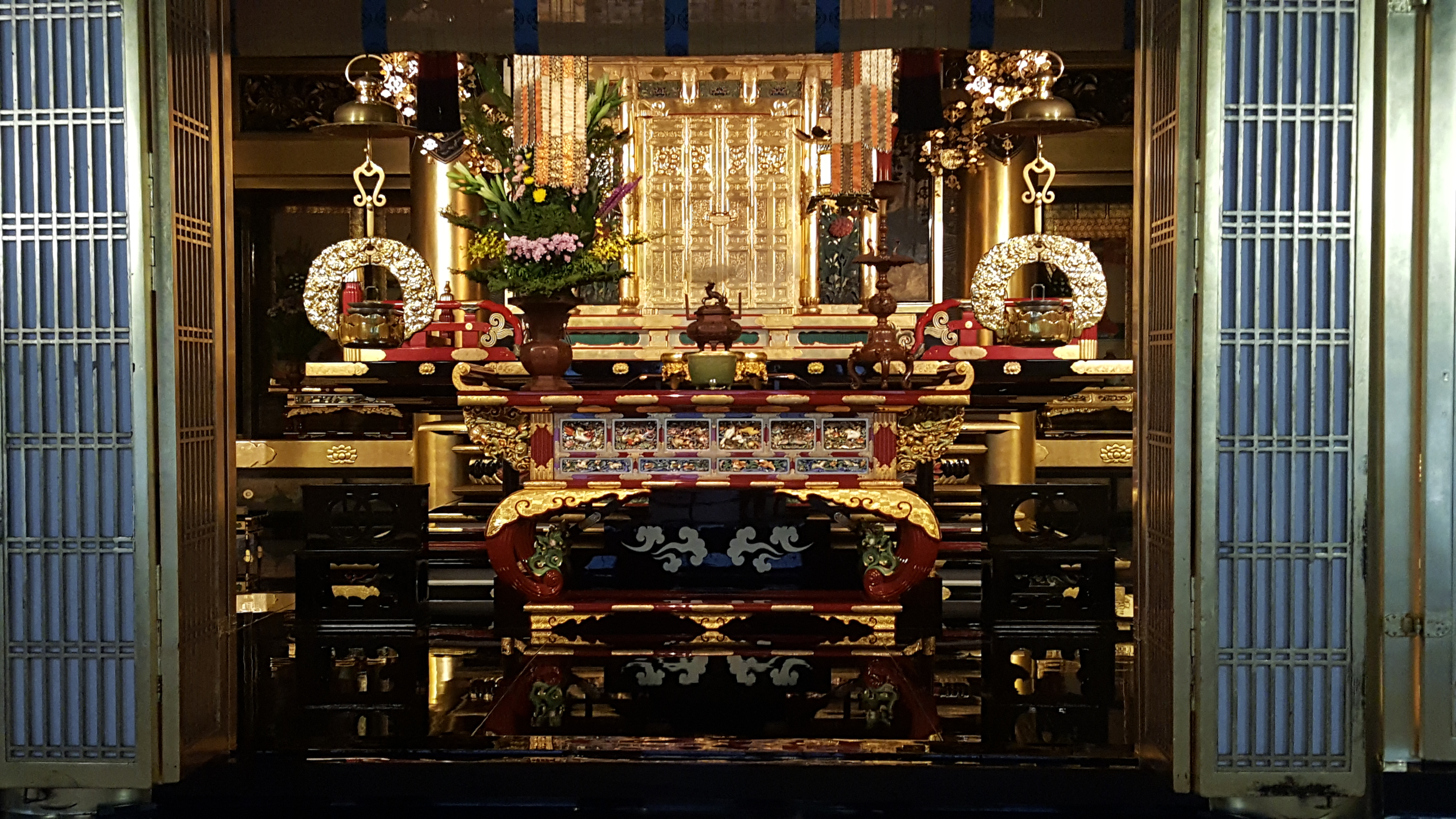
2016년 6월 니시혼간지 고에이도의 제단